# Labrisomus filamentosus
Labrisomus filamentosus is een straalvinnige vissensoort uit de familie van slijmvissen (Labrisomidae). De wetenschappelijke naam van de soort is voor het eerst geldig gepubliceerd in 1960 door Springer.